# Bananagrams
Bananagrams er et familiespil, der var nomineret til titlen som årets familiespil i Danmark i 2012.  Det kan spilles af 2-8 spillere.
Spillet er en ordleg, som blev opfundet af Abraham Nathanson fra Rhode Island,, hvor brikker med bogstaver benyttes til at danne ord. Navnet hentyder til, at Nathansens familie sagde, at spillet ville få folk til at gå "bananas" Spillet, som er i familie med Scrabble, kom i handelen i London i januar 2006. Brikkerne bliver leveret i en bananformet indpakning.

## Opstilling af brikkerne
Der er 144 brikker i spillet, som lægges med bagsiden opad, således at de danner en klase. Hver spiller trækker herefter et antal brikker, som varierer i forhold til antallet af spillere. En af spillerne siger split, hvorefter spillerne skal danne krydsord af de brikker, de har til rådighed.

## Regler
Alle deltagere skal samtidig prøve at lægge bogstaver ned som krydsord. Man må bytte et bogstav med udråbet affald, men skal så trække tre andre fra klasen. Hvis en spiller har lagt alle sine brikker, siger denne skræl, hvorefter alle spillere skal trække en brik fra klasen. Når der ikke er tilstrækkeligt antal brikker tilbage til, at alle kan trække fra klasen, starter slutspillet. Den første, der slipper af med alle brikker siger nu bananas og vinder spillet, hvis alle ord er korrekte; ellers taber spilleren og den næste, der har en korrekt bananas er i stedet vinder.